# Batalhão de Caçadores 2929

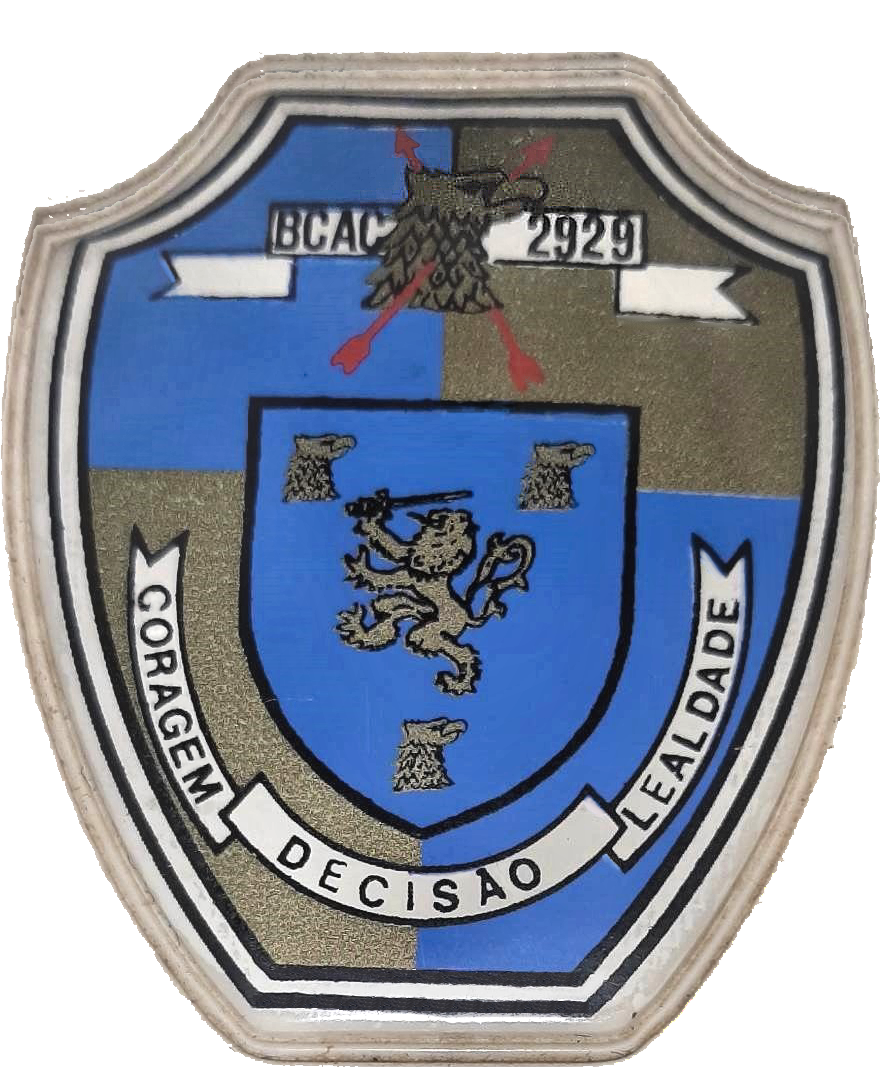
Brasão de Armas do BCAÇ.2929

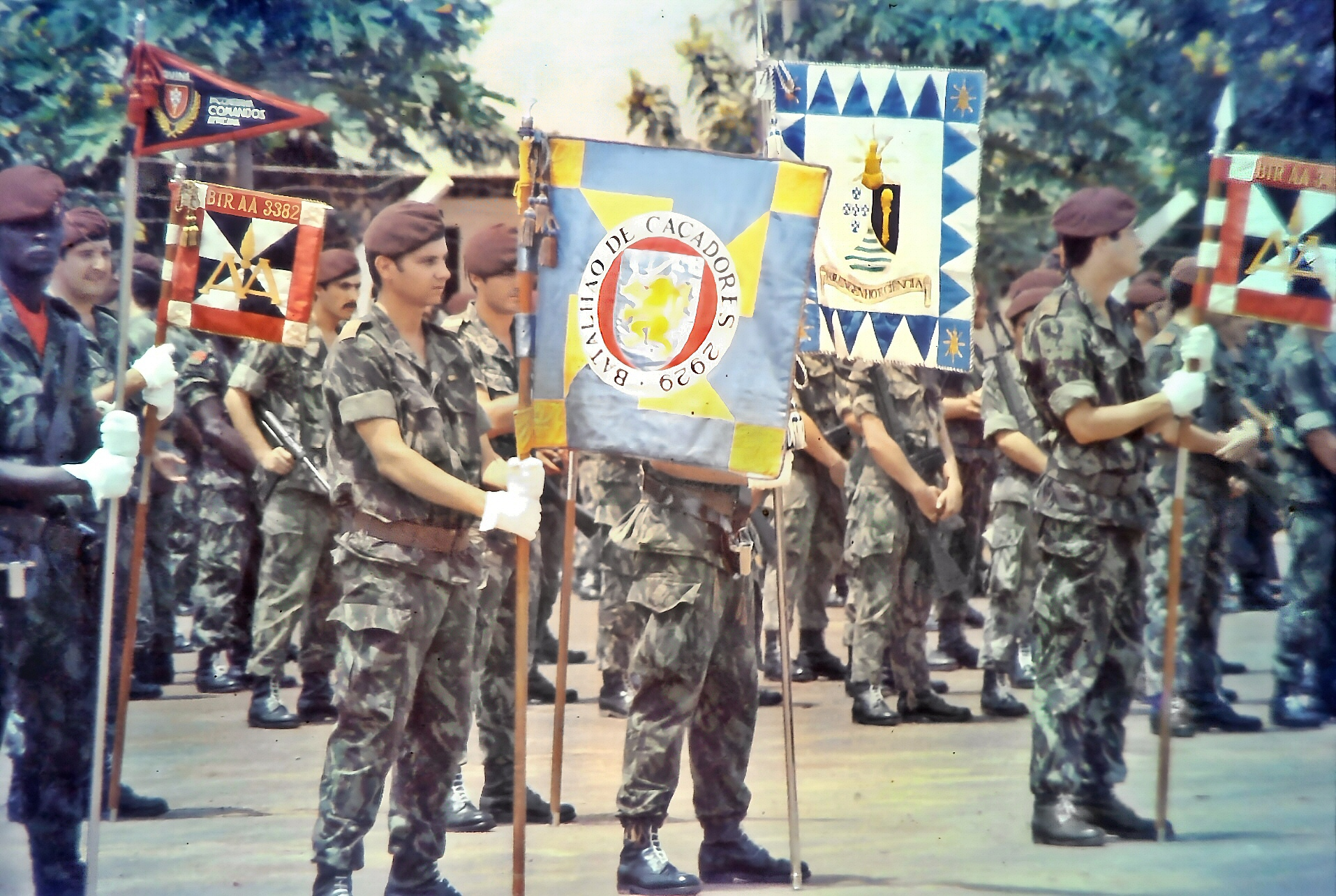
Estandarte do BCAÇ.2929, Guiné 1972

O Batalhão de Caçadores 2929 (Divisa: Coragem, Decisão, Lealdade) embarcou em Lisboa no Cais Rocha Conde de Óbidos no navio Carvalho Araújo, no dia 31 de Outubro de 1970 com destino à Guiné. Desembarcou em Bissau no dia 10 de Novembro de 1970. A Companhia de Comando e Serviços (CCS) do BCAÇ. 2929 serviu no Comando de Bissau (COMBIS) em Brá de 11 Novembro de 1970 a 1 de Setembro 1972. Regressaram à Metrópole a 16 de Outubro de 1972.

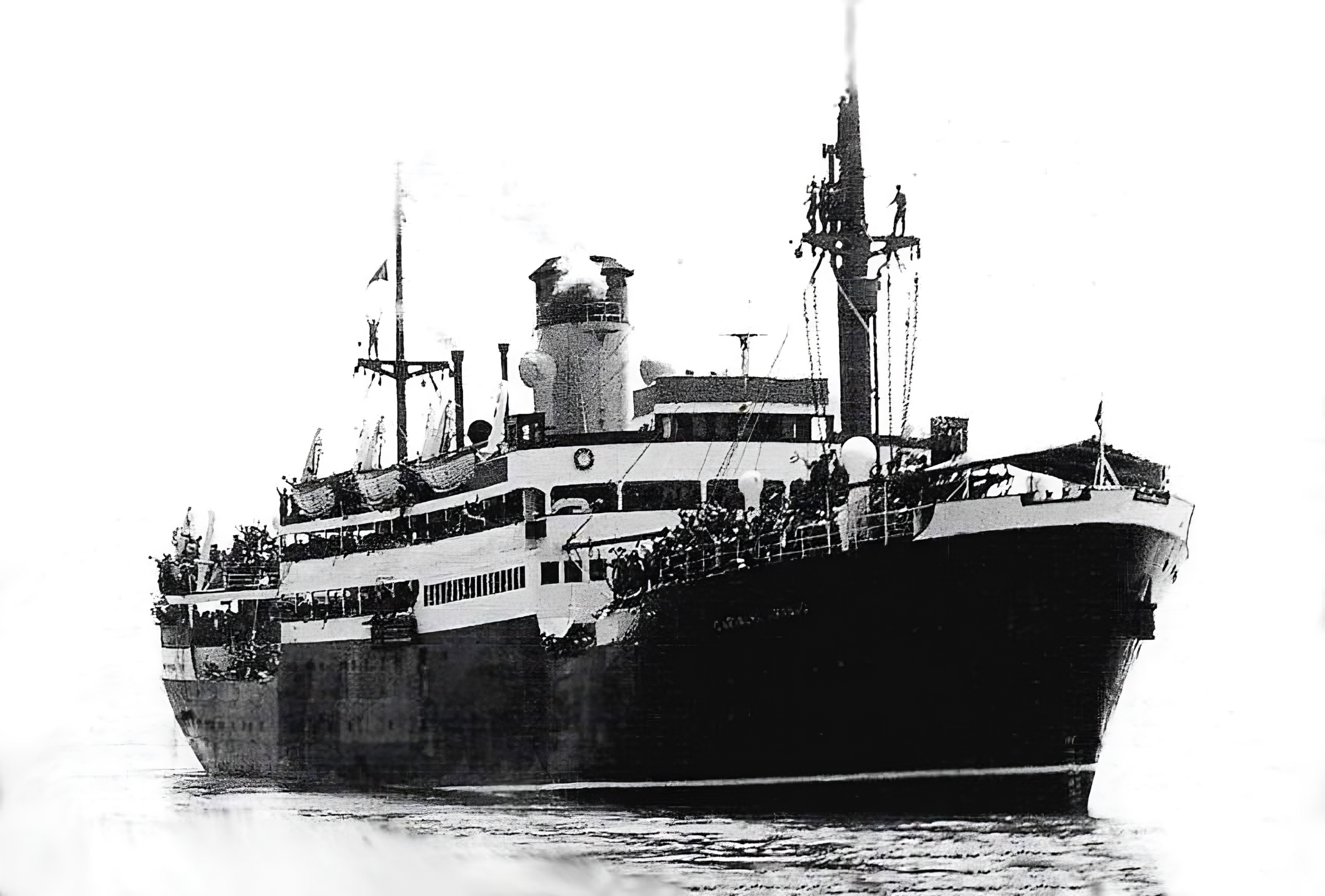
Postal do navio Carvalho Araújo com soldados a bordo (1970)

## Origem, Unidade Mobilizadora e Composição
O Batalhão de Caçadores 2929 a teve a sua origem e formação no Regimento de Infantaria n.º 16, aquartelado em Évora. A instrução foi feita em Santa Margarida durante os meses de Agosto, Setembro e Outubro de 1970.

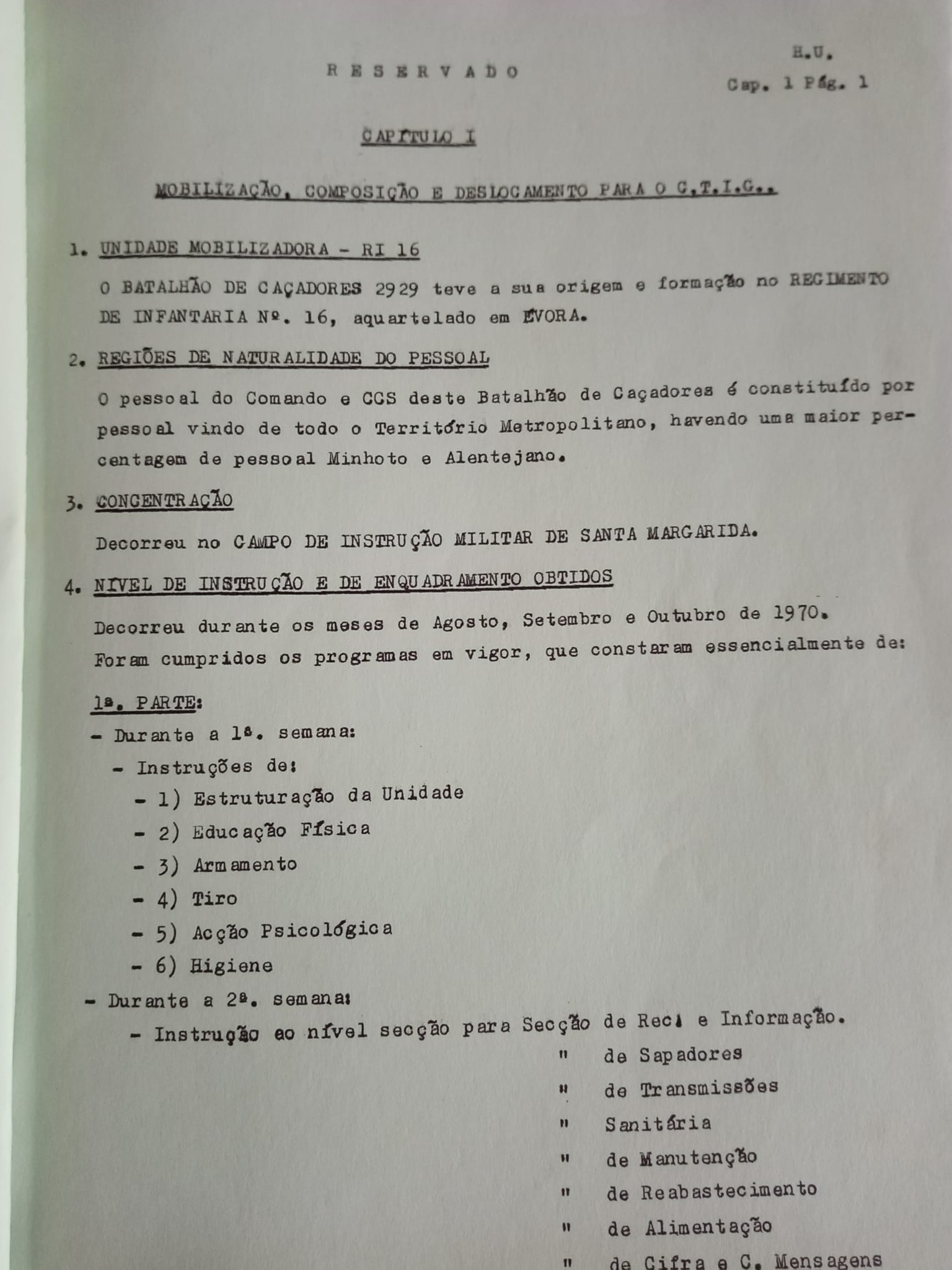
Origem do BCAÇ. 2929

O BCAÇ. 2929 era composto apenas por Comando e CCS. Esta unidade substituiu o Batalhão de Artilharia 2866 e passou a integrar no COMBIS na Guiné em 11 de Novembro de 1970. O respectivo Pelotão de Reconhecimento foi atribuído em diligência permanente ao COP3 de 21 Novembro de 1970 a 10 de Agosto de 1972.
O Batalhão de Caçadores 2929 foi substituído em 19 de Setembro de 1972, ficando a executar funções de escolta e guarnição até ao final da comissão.

### Lista Completa dos Elementos do BCAÇ.2929[2]
| Posto           | Nome                                    | Função          |
| --------------- | --------------------------------------- | --------------- |
| Ten. Cor. Inf.ª | António Mendes Baptista                 | Cmdt.           |
| Major Inf.ª     | António Justino Martins Chorão Vinhas   |                 |
| Major Inf.ª     | Luís António de Moura Casanova Ferreira |                 |
| Capitão         | João Correia da Piedade                 | Cmdt. CCS       |
| Capitão         | Leonel Augusto Moura*                   | Cmdt. CCS       |
| Tenente         | Isaías Carreiro do Amaral               | Chef. Secret.   |
| Alf. Mil.º      | João José F. da Maia                    | Cmd. Pel. Rec.  |
| Alf. Mil.º      | António Maria P. Caeiro                 | Cmd. Pel. Trms. |
| Alf. Mil.º      | Domingos da Silva Neiva                 | Cmd. Pel. Man.  |
| Alf. Mil.º      | Joaquim Ilídio R. Guedes                | Médico          |
| Alf. Mil.º      | Luis Gonzaga N. S. Bagulho              | Médico          |
| Alf. Mil.º      | António Rodrigues M. Vilar              | Médico          |
| Alf. Mil.º      | José Cordeiro Morgado                   | Capelão         |
| Alf. Mil.º      | António Maria C. R. Pimenta             | Secretariado    |
| Alf. Mil.º      | José João de Abreu Neto                 | Sap. Inf.ª      |

*Em Outubro de 1971, o Capitão do S.G.M. Leonel Augusto Moura substituiu o Capitão do S.G.M. João Correia da Piedade, tendo este sido evacuado para o H.M.P. por motivo de doença.

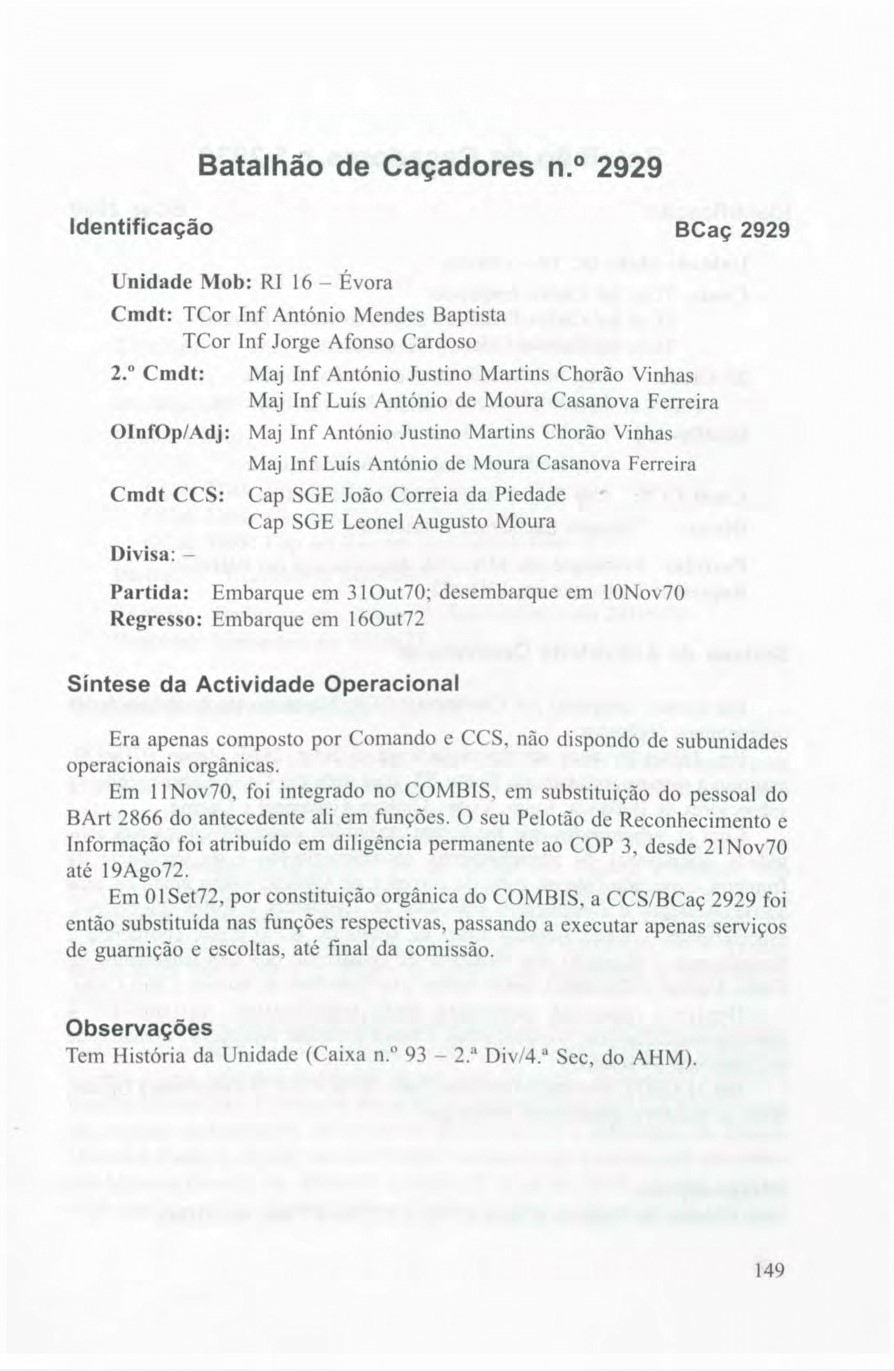
Identificação e Síntese Operacional do BCAÇ.2929

| Posto               | Nome                                | Função           |
| ------------------- | ----------------------------------- | ---------------- |
| Sarg.º Ajud. QSSGE  | José Maria Gonçalves                | Aux. Secret.     |
| 1.º Sarg.º de Inf.ª | António Augusto Ramajal Farinha     |                  |
| 2.º Sarg.º          | João Garra Mesquita                 | Sarg.º Comp.ª    |
| 2.º Sarg.º          | Joaquim Marques Moreira             | Corneteiro       |
| Fur. Mil.º          | José Peres M. Chorão                | Rad. Montador.   |
| Fur. Mil.º          | Manuel dos Santos Filipe            | Trms. Inf.ª      |
| Fur. Mil.º          | Manuel José C. Rebocho              | Trms. Inf.ª      |
| Fur. Mil.º          | Adérito Herculano Vieira da Fonseca | Sap. Inf.ª       |
| Fur. Mil.º          | Daniel V. Viegas da Graça           | Sap. Inf.ª       |
| Fur. Mil.º          | Rui António Gomes Figueiredo        | Sap. Inf.ª       |
| Fur. Mil.º          | José Meira Rodrigues                | Mec. Arm. Lig.ª  |
| Fur. Mil.º          | Joaquim Inácio F. Pereira           | Mec. Viat. Auto  |
| Fur. Mil.º          | António Manuel Tão Ferraz           | Mec. Auto. Rodas |
| Fur. Mil.º          | João Silvino L. Costa               | Amanuense        |
| Fur. Mil.º          | José António da S. Antunes          | Enfermeiro       |
| Fur. Mil.º          | Carlos Alberto C Joaquim            | Op. Infor.       |
| Fur. Mil.º          | Armando S. O. Gonçalves             | Rec. Infor.      |
| Fur. Mil.º          | Orlando. L. F. Vasco Levy           | Rec. Infor.      |
| Fur. Mil.º          | Teófilo Gabriel Martins             | Alimentação      |
| Fur. Mil.º          | Francisco Cardoso Veiga             | Alimentação      |

| Posto    | Nome                                | Função              |
| -------- | ----------------------------------- | ------------------- |
| 1.º Cabo | Gregório Correia Cabrita            | Escriturário        |
| 1.º Cabo | António Leal Pereira                | Escriturário        |
| 1.º Cabo | José Manuel Paixao Beato            | Escriturário        |
| 1.º Cabo | Miguel José Pedras Gomes            | Escriturário        |
| 1.º Cabo | José Manuel Velez Berardo           | Escriturário        |
| 1.º Cabo | Amilcar João L. Carvalho            | Escriturário        |
| 1.º Cabo | Manuel Rodrigues F. Semedo          | Escriturário        |
| 1.º Cabo | José Manuel Guterres Pereira        | Escriturário        |
| 1.º Cabo | António da Silva Felix              | Corneteiro          |
| 1.º Cabo | Carlos Alberto J. Furtado           | Corneteiro          |
| Soldado  | José Francisco da Costa             | Corneteiro          |
| Soldado  | André João Nunes                    | Corneteiro          |
| 1.º Cabo | Jacinto Luis Sarmento Rodrigues     | Cond. Auto Rodas    |
| 1.º Cabo | António Martins dos Santos          | Cond. Auto Rodas    |
| 1.º Cabo | Óscar Jose Torgo Pereira            | Cond. Auto Rodas    |
| Soldado  | João Luis Rosário da Silva          | Cond. Auto Rodas    |
| Soldado  | Graceliano da S. Forte              | Cond. Auto Rodas    |
| Soldado  | António Viegas A. Bonança           | Cond. Auto Rodas    |
| Soldado  | Josefino Miranda Tobias             | Cond. Auto Rodas    |
| Soldado  | João Mendes Coelho                  | Cond. Auto Rodas    |
| Soldado  | Horácio José do C. Domingos         | Cond. Auto Rodas    |
| Soldado  | António Manuel Palmo Lobo           | Cond. Auto Rodas    |
| Soldado  | Venâncio Rafael Nifro               | Cond. Auto Rodas    |
| Soldado  | Joaquim Manuel Ramos Sampaio        | Cond. Auto Rodas    |
| Soldado  | José Carlos B. Mandingas            | Cond. Auto Rodas    |
| Soldado  | António Manuel Neves                | Cond. Auto Rodas    |
| Soldado  | José Carrasco Rogado                | Cond. Auto Rodas    |
| Soldado  | Júlio António C. Azedo              | Cond. Auto Rodas    |
| Soldado  | Manuel Cardoso Mancha               | Cond. Auto Rodas    |
| Soldado  | Feliciano Vicente Viegas Rosa       | Cond. Auto Rodas    |
| Soldado  | Horácio José Leão                   | Cond. Auto Rodas    |
| Soldado  | Joaquim Lourenço L. Coelho          | Cond. Auto Rodas    |
| Soldado  | Abel Ferreira Vinagre               | Cond. Auto Rodas    |
| Soldado  | Francisco Gonçalves Duarte          | Cond. Auto Rodas    |
| Soldado  | Luís Fernando Estrada               | Cond. Auto Rodas    |
| Soldado  | António M. Corta Largo              | Cozinheiro          |
| Soldado  | Hermínio Afonso Pereira             | Cozinheiro          |
| Soldado  | Francisco Carmona Jacinto           | Cozinheiro          |
| Soldado  | José Alberto G. Lagos               | Aux. Cozinheiro     |
| Soldado  | Justino Torteliano S. Pinto         | Aux. Cozinheiro     |
| Soldado  | José Jorge Ferreira Afonso          | Aux. Cozinheiro     |
| Soldado  | Adérito Pinto de Almeida            | Aux. Cozinheiro     |
| Soldado  | Jose Manuel Gonçalves Paiva         | Aux. Cozinheiro     |
| 1.º Cabo | Mário José Rocha Soares             | Rec. Inf.ª          |
| 1.º Cabo | João Barbosa Pereira                | Rec. Inf.ª          |
| 1.º Cabo | José Barbosa da Cunha               | Rec. Inf.ª          |
| 1.º Cabo | Joaquim Costa Meira                 | Rec. Inf.ª          |
| 1.º Cabo | Armando Jesus Silva                 | Rec. Inf.ª          |
| Soldado  | José António C. Justo               | Rec. Inf.ª          |
| Soldado  | Celestino Passos Fernandes          | Rec. Inf.ª          |
| Soldado  | António da Silva Ribeiro            | Rec. Inf.ª          |
| Soldado  | Venâncio da Silva Vieira            | Rec. Inf.ª          |
| Soldado  | José Esteves da Silva               | Rec. Inf.ª          |
| 1.º Cabo | Armando Nogueira                    | Sap. Inf.ª          |
| 1.º Cabo | Albino Evangelista F. Barros        | Sap. Inf.ª          |
| 1.º Cabo | Joaquim Ismael F. Guimarães         | Sap. Inf.ª          |
| 1.º Cabo | Adelino Augusto S. Semedo           | Sap. Inf.ª          |
| 1.º Cabo | António da Silva Gomes              | Sap. Inf.ª          |
| 1.º Cabo | Manuel de Jesus Ferreira**          | Sap. Inf.ª          |
| 1.º Cabo | Adelino Lemos dos Santos            | Sap. Inf.ª          |
| 1.º Cabo | Antonio Martinho Mena******         | Sap. Inf.ª          |
| Soldado  | José Salgado                        | Sap. Inf.ª          |
| Soldado  | Manuel Fernandes V. Pinto           | Sap. Inf.ª          |
| Soldado  | António José Cara Linda             | Sap. Inf.ª          |
| Soldado  | José Ernesto G. dos Santos          | Sap. Inf.ª          |
| Soldado  | Manuel Joaquim                      | Sap. Inf.ª          |
| Soldado  | Ulisses Pinto da Cunha              | Sap. Inf.ª          |
| Soldado  | João Carvalho Antunes               | Sap. Inf.ª          |
| Soldado  | Carlos Alberto Dias Ramos           | Sap. Inf.ª          |
| Soldado  | Joaquim Matos Monteiro              | Sap. Inf.ª          |
| Soldado  | Artur Alves Pinto                   | Sap. Inf.ª          |
| Soldado  | João Inácio Borralho Bravo          | Sap. Inf.ª          |
| Soldado  | José Salgado                        | Sap. Inf.ª          |
| 1.º Cabo | Carlos Manuel B. Folgosa            | Mec. Auto Rodas     |
| 1.º Cabo | Domingos Almeida Rico               | Mec. Auto Rodas     |
| Soldado  | António Fernandes F. Sandos         | Mec. Auto Rodas     |
| Soldado  | João Augusto Simões Marques         | Mec. Auto Rodas     |
| Soldado  | Orlando dos Santos Ferreira         | Mec. Auto Rodas     |
| 1.º Cabo | Henrique Gabriel P. S. Carvalho     | Mec. Arm Ligeiras   |
| 1.º Cabo | António João Pinheiro Lopes         | Electricista        |
| 1.º Cabo | João Manuel Gomes Baptista          | Bate Chapas         |
| 1.º Cabo | Albino Manuel P. Gregório           | Comb. Lubrificantes |
| 1.º Cabo | Domingos Esteves Pires              | Pintor Auto Rodas   |
| 1.º Cabo | Manuel Joaquim M. G. Silva          | Cor. Estofador      |
| 1.º Cabo | António da Silva Gomes              | Op. Cripto          |
| 1.º Cabo | José Joaquim Dias da Cunha          | Op. Cripto          |
| 1.º Cabo | Abílio Castro Leite                 | Op. Msg.            |
| 1.º Cabo | Amâncio Rocha Machado               | Trms. Inf.ª         |
| 1.º Cabo | Jaime Manuel Pereira Rolão          | Trms. Inf.ª         |
| 1.º Cabo | Ramiro Virgílio Fernandes           | Trms. Inf.ª         |
| Soldado  | João Valério Romão                  | Trms. Inf.ª         |
| Soldado  | José Francisco P. Pelicano          | Trms. Inf.ª         |
| Soldado  | José Joaquim Leal                   | Trms. Inf.ª         |
| Soldado  | Manuel Pedro S. Teixeira            | Trms. Inf.ª         |
| 1.º Cabo | José Gonçalves Fernandes            | Mec. Rad. Montador  |
| 1.º Cabo | Pedro José F. dos Santos            | Mec. Rad. Montador  |
| Soldado  | João Manuel R. Camacho              | Mec. Rad. Montador  |
| 1.º Cabo | Carlos Francisco Mendes Cardoso     | Radiotelegrafista   |
| Soldado  | Manuel Martins Rodrigues            | Radiotelegrafista   |
| Soldado  | Henrique Rodrigues Silva            | Radiotelegrafista   |
| 1.º Cabo | João Lourenço de Almeida            | Analista            |
| 1.º Cabo | Danilo Marques Vieira               | Enfermeiro          |
| 1.º Cabo | João José Rosa                      | Reab. Munições      |
| 1.º Cabo | Henrique Manuel Ferreira Coelho     | Reab. Mat.          |
| 1.º Cabo | Marcelino Alves do Cabo             | Atirador            |
| Soldado  | Pedro João Pereira Betes            | Atirador            |
| 1.º Cabo | Alcino Augusto Borges               | Carpinteiro         |
| 1.º Cabo | Victor Manuel Silva Sousa           | Caixeiro            |
| 1.º Cabo | Joaquim José de Freitas Baptista    | Aux. Serv. Rel.     |
| Soldado  | José Luis Pinheiro                  | Maqueiro            |
| Soldado  | Manuel Martins Gomes                | Maqueiro            |
| Soldado  | José Francisco Raposo Caraça        | Maqueiro            |
| Soldado  | Jaime Rodrigues Dias                | Maqueiro            |
| Soldado  | Manuel Joaquim Santos Júnior        | Básico              |
| Soldado  | João Martins                        | Básico              |
| Soldado  | Abílio Joaquim Cruz Sarmento        | Básico              |
| Soldado  | Gaspar Fernando Ferreira da Cruz*** | Básico              |
| Soldado  | Diamantino Policarpo Santos Roque   | Básico              |

**Em Outubro de 1971, o 1.º Cabo Sap. Inf.ª Manuel de Jesus Ferreira, substituiu o 1.º Cabo Sap. Inf.ª n.º 10987969, Armando Nogueira, tendo este falecido por motivo de doença.
***Em Fevereiro de 1971, o Soldado Básico Gaspar Fernando Ferreira da Cruz, substituiu o Soldado Básico n.º 01738870, Manuel Joaquim Santos Júnior, evacuado para o H.M.P. por motivo de doença.
****Em Maio de 1971, o 1.º Cabo C.A.R. Óscar Jose Torgo Pereira, substituiu o 1.º Cabo C.A.R. n.º 11803969 Jacinto Luís Sarmento, por fim de comissão.
*****Em Julho de 1971, o 1.º Cabo Sap. Inf.ª David Monteiro Machado, substituiu o 1.º Cabo Sap. Inf.ª n.º 04562970, Albino Evangelista Ferreira Barros, evacuado para o H.M.P. por motivo de doença.
******Em Outubro de 1971, 1.º Cabo Sap. Inf.ª  Antonio Martinho Mena, substituiu o 1.º Cabo Sap. Inf.ª n.º 06435270, Adelino Augusto Santos Semedo, evacuado para o H.M.P. por motivo de doença.

## Celebração dos 50 anos do regresso da Guiné
No dia 16 de Outubro de 2022, a Brigada Mecanizada (BrigMec) recebeu os antigos militares do Batalhão de Caçadores 2929 em Santa Margarida, no âmbito da comemoração do 50° Aniversário do Regresso da Guiné. Os antigos combatentes e seus familiares tiveram a oportunidade de voltar a visitar a Companhia de Transmissões e o Quartel de Cavalaria, assim como a Colecção Visitável da BrigMec.   
A visita terminou com uma missa celebrada pelo Capelão da BrigMec na Capela do Campo Militar de Santa Margarida, em homenagem aos camaradas já falecidos, com mensagem do Bispo das Forças Armadas D. Rui Valério.        

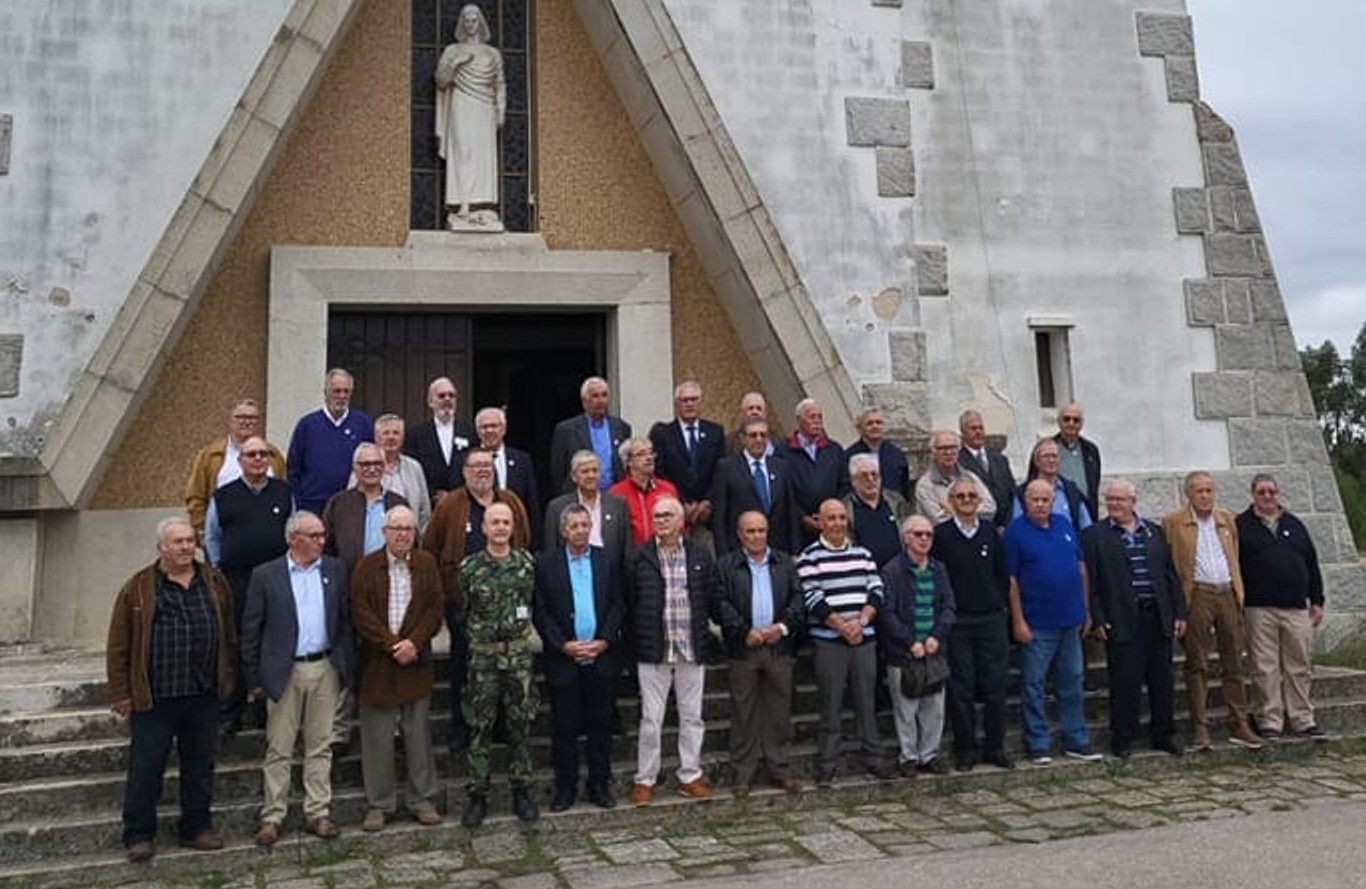
Elementos do BCaç. 2929 no 50° Aniversário do Regresso da Guiné, em frente à Capela do Campo Militar de Santa Margarida (16 de Outubro de 2022)